# یوهانس درایر
یوهانس درایر (هلندی: Johannes Draaijer؛ ۸ مارس ۱۹۶۳ – ۲۷ فوریه ۱۹۹۰) دوچرخه‌سوار اهل هلند بود.